# Białoruski Państwowy Uniwersytet Ekonomiczny
Białoruski Państwowy Uniwersytet Ekonomiczny (biał. Беларускі дзяржаўны эканамічны ўніверсітэт, БДЭУ, ros. Белорусский государственный экономический университет) – białoruska uczelnia o profilu ekonomicznym z siedzibą w Mińsku, jeden z największych uniwersytetów Białorusi.
Początki BPUE sięgają okresu, gdy w 1930 stworzono w ramach Białoruskiego Uniwersytetu Państwowego im. Włodzimierza Lenina Wydział Gospodarki Ludowej z pięcioma fakultetami: przemysłowym, rolniczym, planowania i statystyki, finansów i spółdzielczości. W początkowym okresie na wydziale pobierało nauki 300 studentów, ale już w 1931 roku liczba ta zwiększyła się do 700.
7 lipca 1931 Rada Komisarzy Ludowych Białoruskiej SRR wydała postanowienie o stworzeniu na bazie Wydziału Nauk Społecznych BUP trzech niezależnych Instytutów: Planu Gospodarczego, Finansowo-Gospodarczego i Spółdzielczości Spożywczej, na których w przeciągu lat 1931–1933 studiowało 335 studentów.
20 maja 1933 RKL BSRR postanowiła o utworzeniu na bazie trzech Instytutów Instytutu Gospodarki Ludowej z siedzibą w Mińsku. Na jesieni 1933 Komisja Planowania Gospodarczego Białoruskiej SRR zatwierdziła statut Białoruskiego Państwowego Instytutu Gospodarki Ludowej (БДІНГ) oraz afiliowanego przy nim wydziału robotniczego.
20 stycznia 1935 podjęto decyzję o nadaniu Instytutowi imienia Kujbyszewa, które nosił do 1992 r.
Podczas II wojny światowej budynki uczelni zostały zniszczone przez wojska okupacyjny, a biblioteka częściowo wywieziona poza granice Białoruskiej SRR.
28 października 1944 Instytut ponownie został otwarty dla studentów, a 1 marca 1945 rozpoczęły się regularne zajęcia. W 1950 oddano do użytku pierwszą część nowego kampusu przy ul. Swierdłowa, którego budowę ostatecznie ukończono w 1954.
20 stycznia 1992 postanowieniem Rady Ministrów Republiki Białorusi Instytut przemianowano na Białoruski Państwowy Uniwersytet Ekonomiczny.
W 2008 na uczelni istniały następujące wydziały: marketingu, menadżerski, międzynarodowych stosunków gospodarczych, prawa, ekonomii, finansów i bankowości, międzykulturowych kontaktów w biznesie, psychologiczno-pedagogiczny. Przy uczelni afiliowana jest również Wyższa Szkoła Administracji i Biznesu, Wyższa Szkoła Turystyki, Instytut Podwyższania Kwalifikacji i Przygotowania Kadr Gospodarczych. Istnieje filia Uniwersytetu z siedzibą w Bobrujsku.